# Покров (Украина)
Покро́в (укр. Покров), до 2 апреля 2016 года — Орджоникидзе (укр. Орджонікідзе) — город с 1956 года в Днепропетровской области Украины.
До создания города, с 1883 года Покровский рудник и другие рудники и поселки.
С 2020 года входит в Никопольский район. Ранее — город областного подчинения, который составлял Покровский (до 2016 — Орджоникидзевский) городской совет, и в который также входили пгт Горняцкое и Чертомлык.

## Географическое положение
Расположен на левом берегу реки Базавлук в месте впадения в неё рек Солёная и Каменка. Выше по течению, на противоположном берегу реки Солёная, расположено село Шолохово (Никопольский район), ниже по течению на расстоянии в 1 км расположено село Красное (Никопольский район).
Территория города — 2,6 тыс. га. Состоит из собственно города и пригородов: Чертомлык, Горняцкое, Перевизские Хутора, Горняк, Рудник, Александровка, Подгорная, Шолохово.

## История

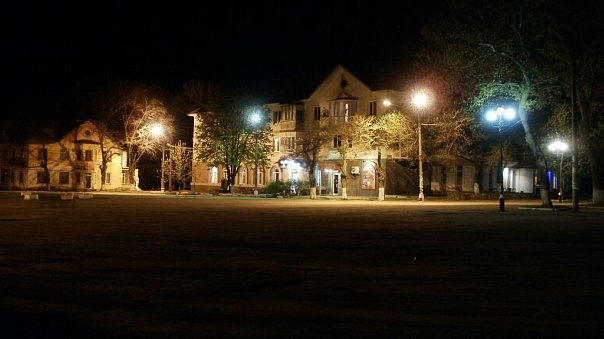
Площадь Горняков (2010)

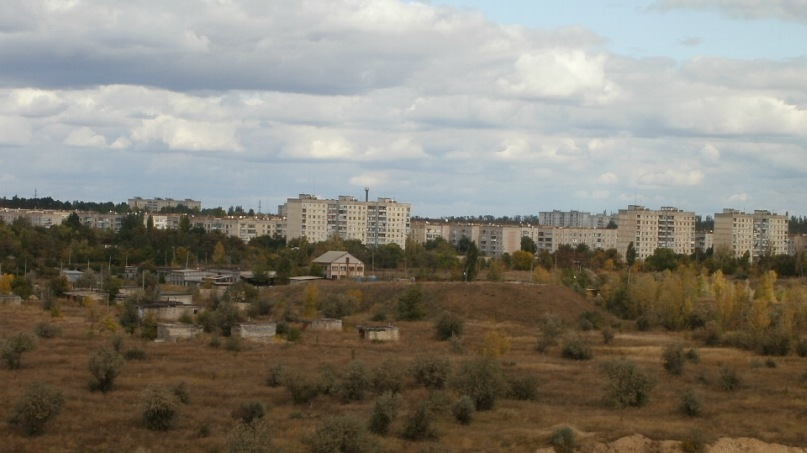
Вид на город с Карьера (ноябрь 2011)

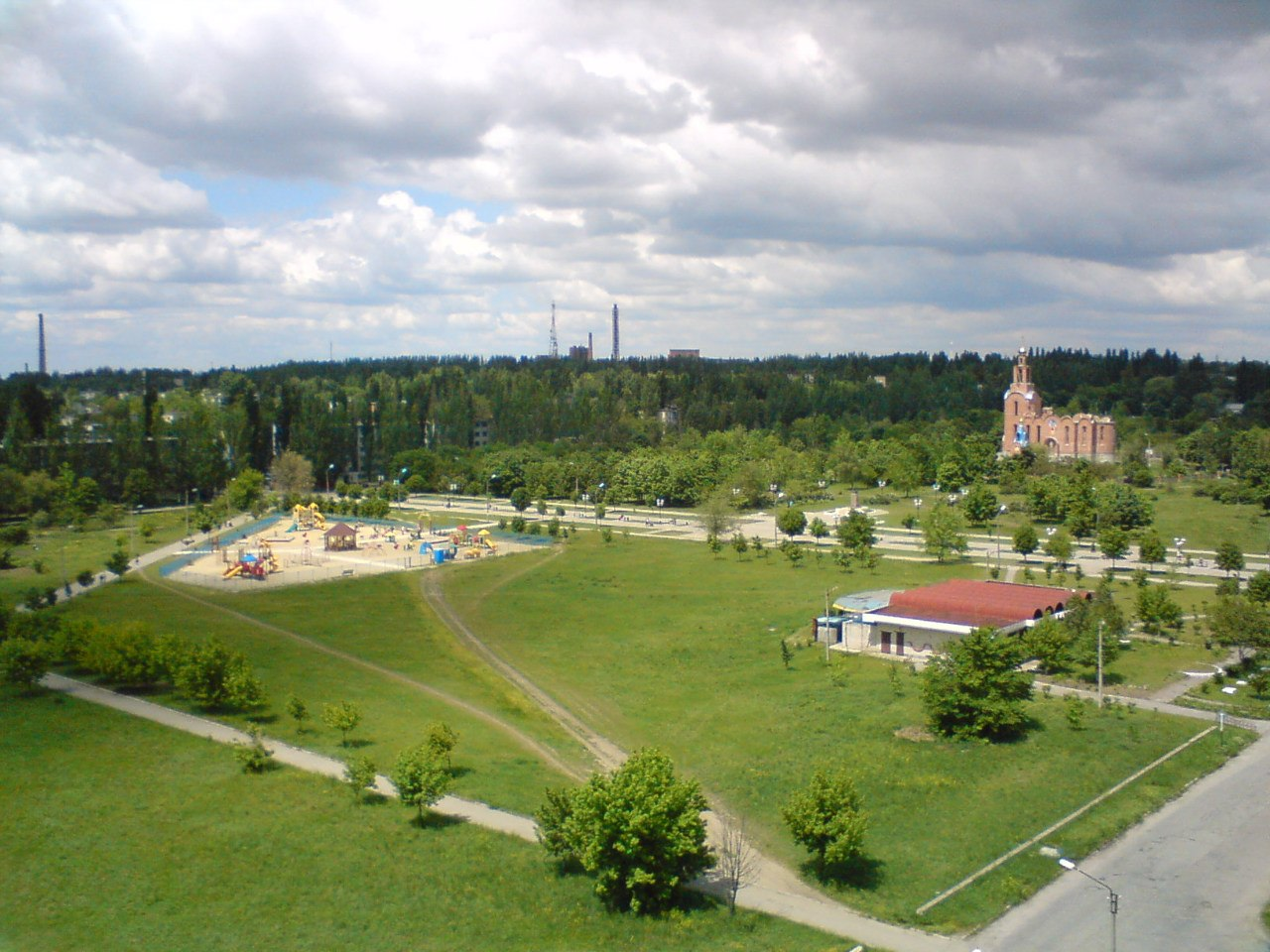
Вид на детскую площадку

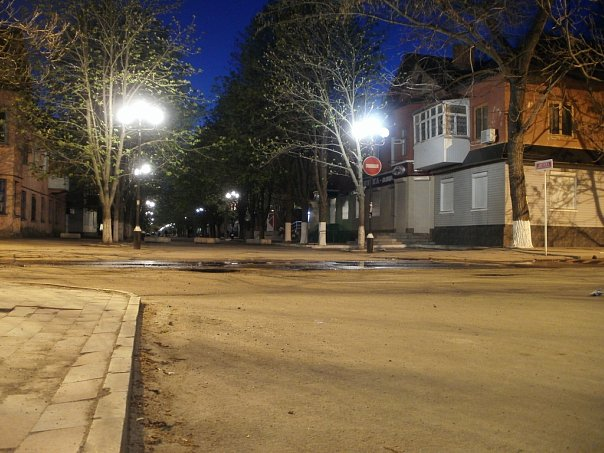
Улица Центральная

Местность вокруг города была заселена с доисторических времен. В эпоху пирамид 5 тыс. лет назад по днепровским плавням проходила условная граница между правобережной земледельческой трипольской культурой и левобережной скотоводческий ямной культурой.
Отсюда произошло великое расселение нынешних носителей европейских языков: италиков, греков, кельтов, германцев и славян.
Непроходимые днепровские плавни знаменитая историческая местность, которую древние греки называли Гилея, а скифы — Геры. 
Согласно скифским легендам, здесь жила змееногая богиня Ангуипед, сыновья которой стали прародителями всех скифских народов.
Первыми свой след в летописной истории в начале 1 тыс. до н.э. оставляют здесь киммерийцы. В окрестностях Покрова на реках Каменка и Базавлук сохранились киммерийские каньоны. 
Примерно в 6 веке до н.э. здесь появляются сколоты, или скифы, как их назвали греки из черноморских городов. Пришли ли они с востока или были просто потомками киммерийцев, и греки, и современные историки пока затрудняются ответить.
В сакральной земле Гер по обоим берегам Днепра скифские вожди сотни лет завещали хоронить себя под высокими курганами. С 19 века раскопано десятки курганов от Александрополя до Мелитополя. 
В 3 веке до н.э. летописных скифов-сколотов и агафирсов здесь на 5 веков сменяют не менее знаменитые сарматы, весьма вероятно одно из более развившихся скифских племен. Легенды о женщинах-воительницах амазонках из Сарматии стали известны на века.
Во 2 веке нашей эры с балтийских берегов в нашу местность вторгаются германоязычные готы и создают на всей Правобережной Украине своё государство, Ойюм. На берегах Днепра, в районе сказочного леса Мирквид находилась их легендарная столица Архаймар, пока не обнаруженная.
В 4 веке Гуннский союз, в который также входили потомки сарматов, аланы, венгры и славяне-анты наносит поражение готам, вынуждая их уходить на запад.
Преследуя готов, гунны доходят до нынешней Южной и Восточной Германии, оседая в конечном итоге на территории современной Венгрии.
Следом за гуннами по освободившимся степям мимо нашей местности проходят авары, за ними кутригуры (булгары) и угры (венгры). Они здесь жили сотни лет, постепенно перемещаясь на запад и на Балканы, где в конечном итоге осели и превратились в известные нам народы.
В 10 веке здесь жили тюрки-печенеги, а также узы, известные нам сейчас как гагаузы.
В 11-13 веках нашу местность занимали русоволосые половцы-скотоводы.
В 13 веке здесь прошла орда тюркских народов под началом Чингизидов в своём походе на Балканы, "к последнему морю". Оставив после себя наследника: Крымское ханство.
В конце 14 века наша местность стала пограничной территорией Киевского воеводства Великого княжества Литовского и Дикого Поля.
Граница проходила по плавням, а переправы через Днепр на Никитином Роге и через Базавлук в Перевизских Хуторах стали торговыми перекрестками.
В 1569 году в ходе Ливонской войны с Московским царством Ивана Грозного, состоялось объединение Королевства Польского и Великого Княжества Литовского в единое государство - Речь Посполитая. Киевское воеводство и наша пограничная территория административно вошли в состав Королевства Польского. 
Для защиты южных рубежей королем и местными магнатами было принято решение о создании пограничных фортов-крепостей, которые нам сегодня известны как Сечи. Выделялся бюджет и содержание, заводились реестры, назначались командиры, примерно как сейчас контрактные армии. Первой реально-действующей сечью стала Томаковская, возле нынешнего Марганца. Рядом с реестровым войском формировались и нерегулярные объединения, часто намного превышающее по численности. Руководство объединениями осуществлял выборный отаман и казацкая старшина.
В 1590 году из географических предпочтений была перенесена на остров Базавлук, возле нынешнего села Грушевка. Эта сечь стала знаменита своими гетманами Сагайдачным и Дорошенко. Здесь формировалась флотилия казацких чаек и галер для походов на Крым. Эта сечь стала организатором первых серьёзных восстаний против притеснения казацких вольностей со стороны польского короля и попыток насадить римо-католическую веру. Отсюда Иван Сулима повёл войско на взятие Кодацкой крепости. За это Базавлуцкая сечь в 1638 году по приказу короля была срыта, войско поставлено вне закона.
Новая сечь была заложена на Никитином Роге возле перевоза, сейчас это старая часть Никополя. В 1648 году здесь новый гетман Богдан Хмельницкий начал освободительную войну украинского народа.
В 1652 году была создана очередная новая сечь в устье реки Чертомлык, возле нынешнего села Капуловка. Эта сечь просуществовала дольше всех, она наиболее известная и часто в документах именовалось просто Сечь. История этой сечи связана с именем отамана Ивана Сирко, здесь на крутом обрыве он и похоронен. В этой сечи писали знаменитое письмо турецкому султану. Казаки этой сечи участвовали в турецких войнах и защищали Вену под командованием польского короля Яна Собесского.
Отаманы этой сечи были в деловых отношениях с московскими царями, что тем не менее не помешало им встать на сторону гетмана Мазепы в его попытке вернуть суверенитет Украинскому государству. За это Чертомлыкская Сечь в 1709 году была разрушена царскими войсками а казаки лишены казачьего звания.
Предпоследней сечью стала в 1740 году вновь созданная Новая сечь, возле современного села Покровское. Казаки принимали участие в войнах с Османской империей и Крымским ханством. Однако, после победы в последних и переноса границы на Днестр, военная необходимость в сечах отпала и Новая сечь была ликвидирована. Начался процесс колонизации вновь присоединённых территорий бывшего Дикого поля.
Прилегающие земли были подарены князю Вяземскому, наследники которого продали их в начале 19 века барону Штиглицу, который развернул интенсивное овощеводство и садоводство. Были основаны новые сёла, в частности нынешняя Александровка по берегу Базавлука. Из центральной России сюда переселяли крепостных крестьян. 
Летом 1883 г. состоялась экспедиция Геологического комитета, которую возглавлял инженер-геолог В. А. Домгер, она открыла богатые месторождения марганцевой руды в бассейне реки Солёная. После дополнительной геологической разведки месторождения, на территории будущего города появились первые шахтёрские поселения. В 1886 году здесь были основаны Покровские копи и началась промышленная разработка марганцевой руды.
В ходе индустриализации СССР развитие горнорудной промышленности активизировалось, и в 1934 году при руднике им. С. Орджоникидзе возник шахтерский посёлок.
22 октября 1938 года посёлок получил статус посёлка городского типа Орджоникидзе (в честь Серго Орджоникидзе) Никопольского района Днепропетровской области.
В ходе Великой Отечественной войны 18 августа 1941 года пгт. Орджоникидзе был оккупирован немецкими войсками, 4 февраля 1944 года — освобождён советскими войсками.
В 1954 году в пгт Орджоникидзе действовали 3 средние школы, семилетняя школа, начальная школа, школа ФЗО, школа рабочей молодёжи, три библиотеки, три клуба, три парка и два стадиона.
Сначала добыча марганцевой руды совершалась подземным шахтным способом, но в 1952 году её начали добывать открытым способом. В 1956 году впервые в мировой практике был предложен метод рекультивации (восстановления) бывших карьерных земель.
В 1956 году пгт Орджоникидзе, посёлок имени Калинина, посёлок № 1 и село Александровка были объединены в город Орджоникидзе.
4 января 1965 года Орджоникидзе стал городом областного подчинения.
В 1967 году был открыт городской историко-краеведческий музей, в 1968 году началась газификация города.
В 1971 году археолог Б. Н. Мозолевский раскопал курган «Толстая могила».
В 1974 году численность населения составляла 39 тыс. человек, здесь действовали Орджоникидзевский горно-обогатительный комбинат, рудоремонтный завод, завод «Стройдеталь», хлебозавод, историко-краеведческий музей и филиал Марганецкого горного техникума.
В 1978-1981 годы была построена и введена в эксплуатацию Орджоникидзевская фабрика верхнего трикотажа.
В 1982 году здесь действовали горно-обогатительный комбинат, ремонтно-механический завод, рудоремонтный завод, завод железобетонных конструкций, хлебный завод, фабрика верхнего трикотажа, комбинат бытового обслуживания, комбинат коммунальных предприятий, филиал горного техникума, техническое училище, 15 общеобразовательных школ, музыкальная школа, лечебный комплекс, профилакторий, Дворец культуры, шесть клубов, кинотеатр, 20 библиотек и историко-краеведческий музей. На окраине города находилась зона отдыха.
В январе 1989 года численность населения составляла 45 806 человек, основой экономики города в это время являлись добыча и обогащение марганцевой руды, а также производство трикотажных изделий.
В мае 1995 года Кабинет министров Украины утвердил решение о приватизации находившихся в городе завода «Кварцит», Орджоникидзевского ГОКа, рудоремонтного завода, завода «Стройдеталь», стройуправления № 3 и АТП-11213, в июле 1995 года было утверждено решение о приватизации хлебокомбината.
В 2002 году было возбуждено дело о банкротстве трикотажной фабрики (11 апреля 2006 года на ней было введено внешнее управление, но предприятие продолжало функционировать до 2008 года).
2 апреля 2016 года был переименован в Покров согласно закону о декоммунизации.

## Население
По данным переписи 2001 года, украинцы составляли 75,27 % населения города, русские — 22,05 %.
По состоянию на 1 января 2013 года численность населения составляла 41 374 человек.
В 2022 году Покров принял более 5 тысяч временно-перемещёных лиц из мест боевых действий. Население достигло пиковых показателей начала 1990-х годов.

### Языковой состав
Родной язык населения по данным переписи 2001 года:
| Язык       | Численность, чел. | Доля     |
| ---------- | ----------------- | -------- |
| Украинский | 30 093            | 66,94 %  |
| Русский    | 14 597            | 32,47 %  |
| Другое     | 266               | 0,59 %   |
| Итого      | 44 956            | 100,00 % |

Украинский язык является единственным официальным языком Покрова.
По данным Государственной службы статистики Украины в 2024/25 учебном году все 304 080 учащихся в учреждениях общего среднего образования в Днепропетровской области обучались в украиноязычных классах.

## Экономика
- Покровский горно-обогатительный комбинат
- Завод по производству бытовой химии (с января 2005 года в собственности «Procter & Gamble»)[17]
- Покровский рудоремонтный завод
- Покровский ремонтно-механический завод (пр-во роликов для магистральных конвейеров, металлоконструкции)
- Фабрика верхнего трикотажа (закрыта в связи с банкротством предприятия)

## Учебные заведения
В городе действует ПТУ № 50, 8 школ, 15 детских садов, 1 музыкальная школа, дом творчества, детско-юношеская спортивная школа, центр технического обучения ПАО «Покровский горно-обогатительный комбинат».

## Транспорт
Рядом с городом проходит автомобильная дорога Т-0423.
В 5 км от города находится железнодорожная станция Чертомлык (на линии Запорожье - Апостолово).

## Достопримечательности
- Парк им. Бориса Мозолевского (центральный парк города)
- Дендропарк
- Городская зона отдыха (создана на рекультивированных землях после проведения открытых горных работ)
- Памятник атаману войска Низового Запорожского Ивану Сирко
- Памятник украинскому поэту Тарасу Шевченко
- Братская могила советских воинов
- Монумент героям решающей битвы в сентябре 1920 г. у спуска на мост через р. Соленая
- Гранитные каньоны, водопад и степные ландшафты рек Камянка и Базавлук.
- Заплавная долина реки Базавлук
- Богдановский заказник (на месте бывшего Богдановского карьера)
- Солнечная мега-электростанция в бывшем Запорожском карьере
- Индустриальный ландшафт в бывшем Александровском карьере

## Известные уроженцы
- Астафьева, Дарья Викторовна — украинская модель, певица и актриса
- Гудзь, Порфирий Мартынович — Герой Советского Союза
- Крушинский, Вадим Юрьевич — профессор политических наук, преподаватель Института международных отношений имени Тараса Шевченко[19]
- Кулемин, Борис Николаевич — Герой Советского Союза
- Ребенок, Павел Викторович — украинский футболист, полузащитник клуба «Ворскла»
- Таран, Олег Анатольевич — советский и украинский футболист, чемпион СССР 1983 года

## Галерея

Памятник атаману Ивану Серко
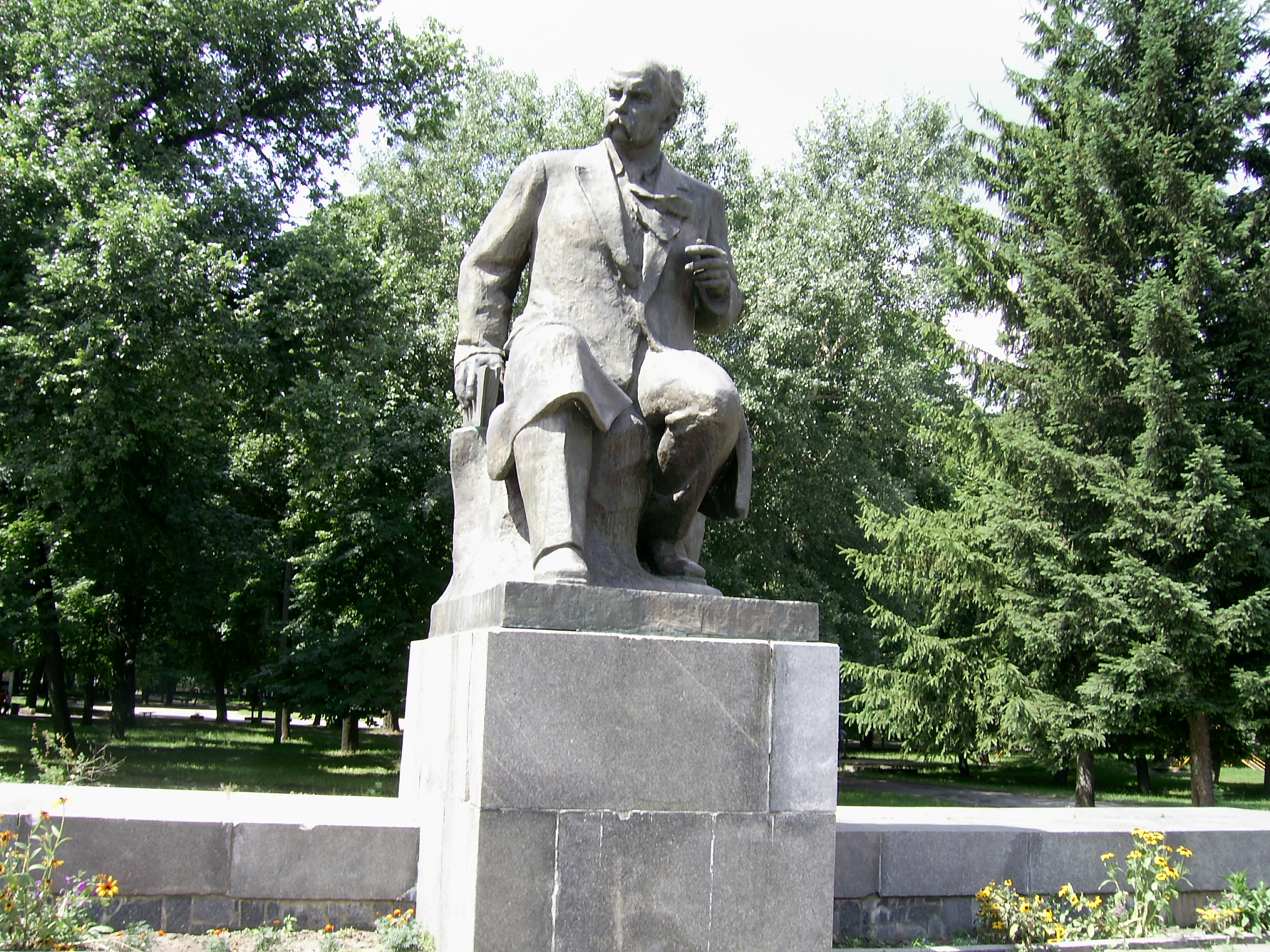
Памятник Т. Г. Шевченко
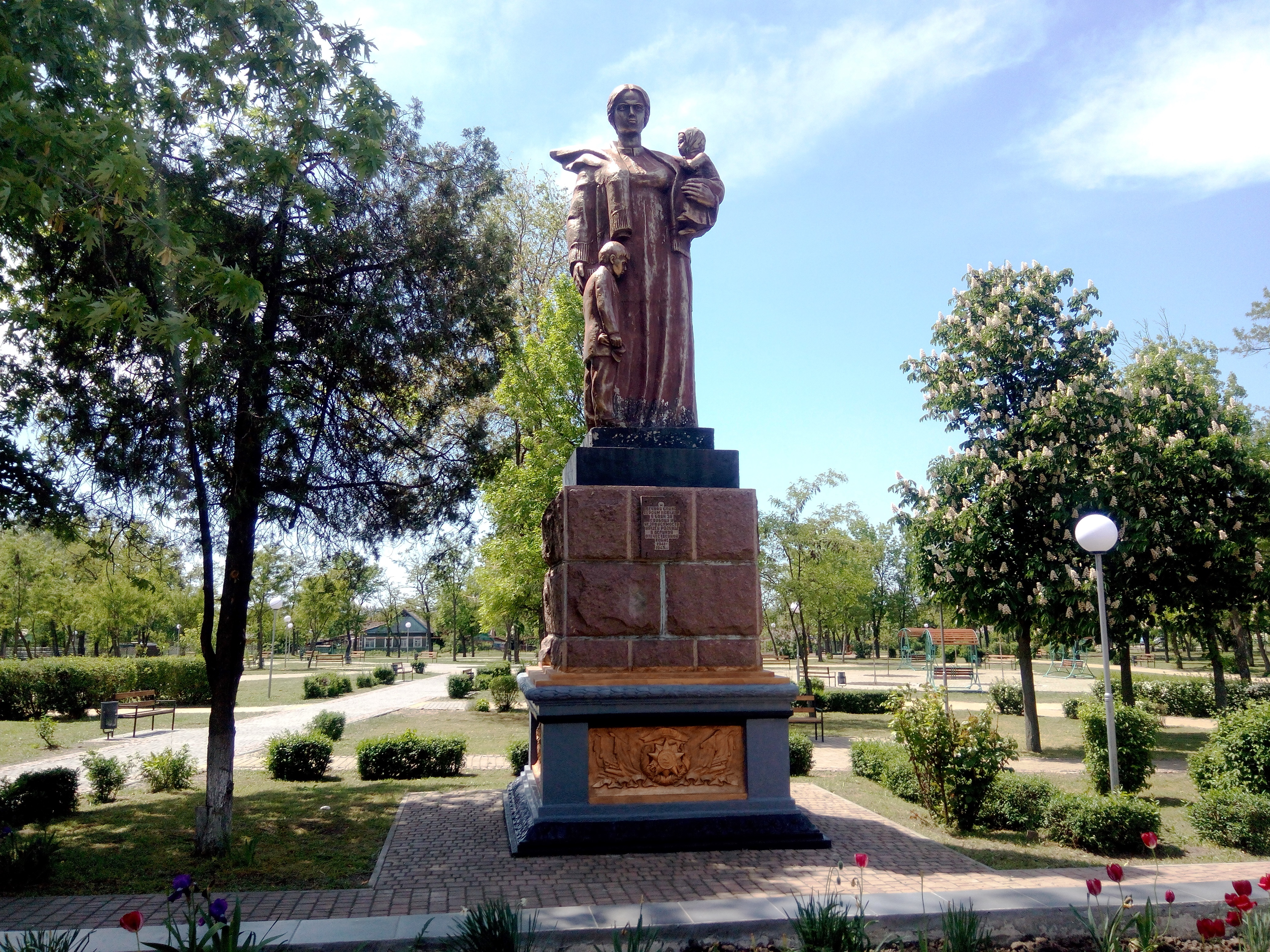
Братская могила погибшим в годы ВОВ в парке Горняков
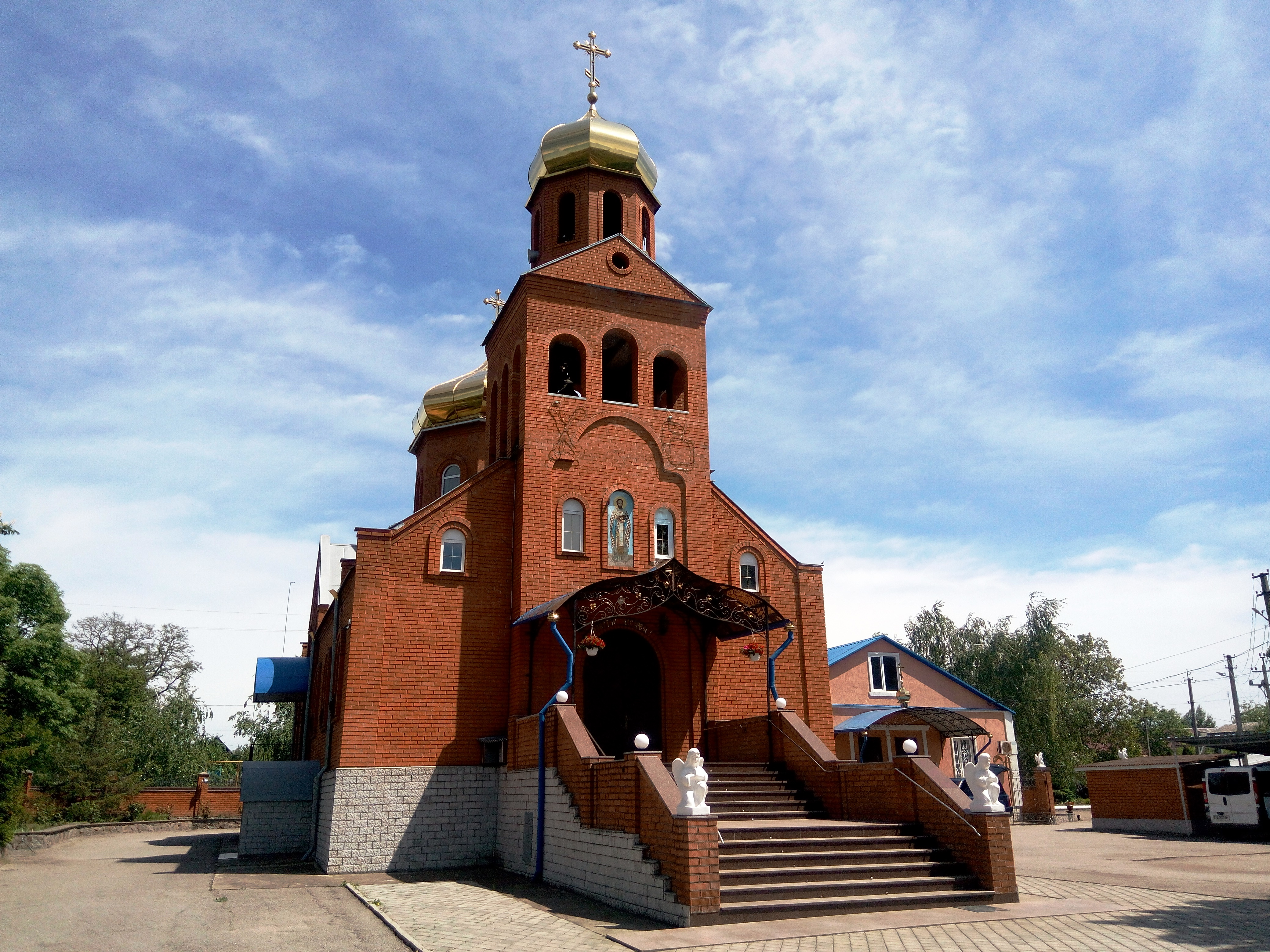
Храм святителя Иоанна Златоуста
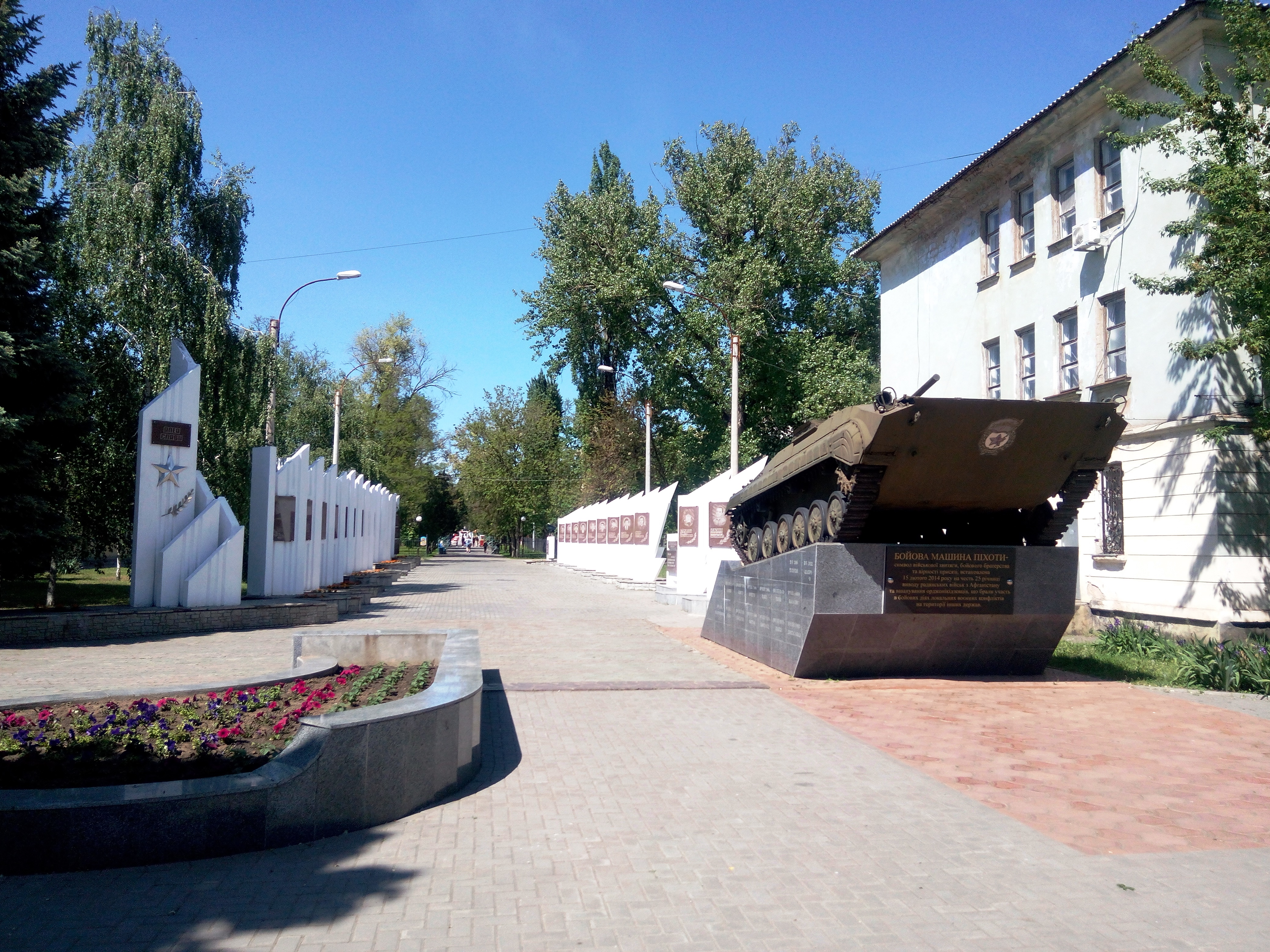
Аллея Славы
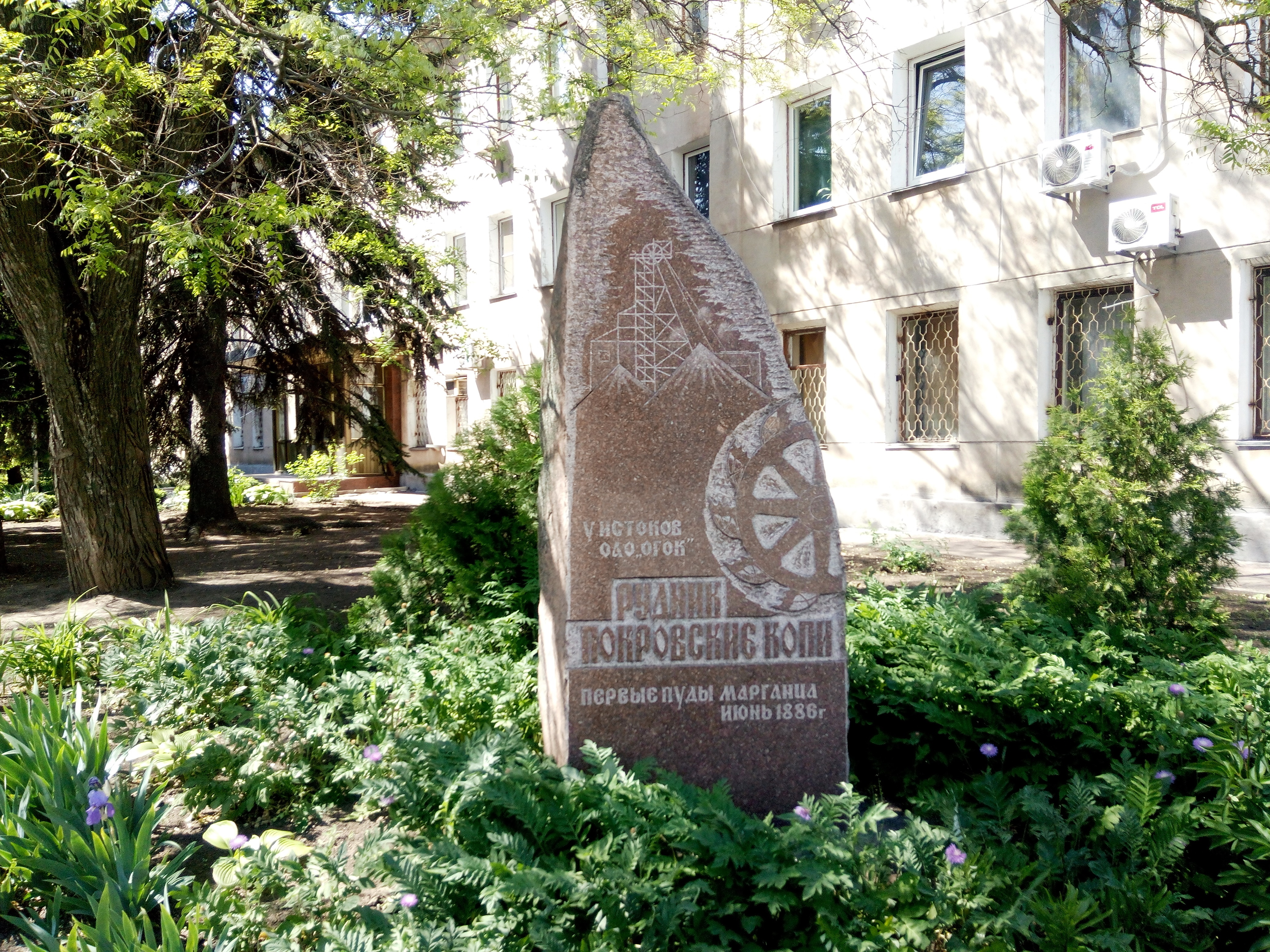
Памятный камень руднику "Покровские копи"
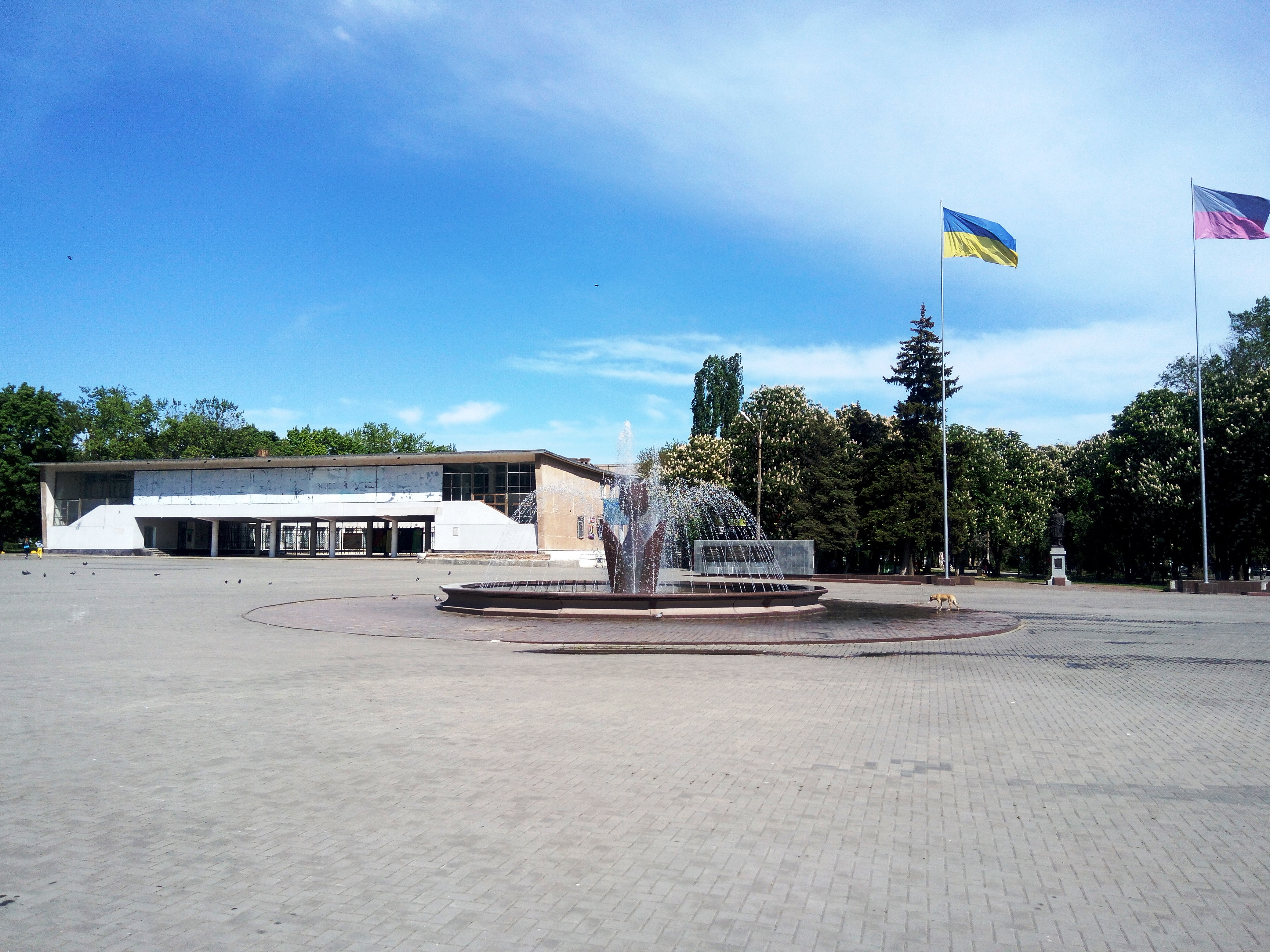
Площадь им. Ивана Серко
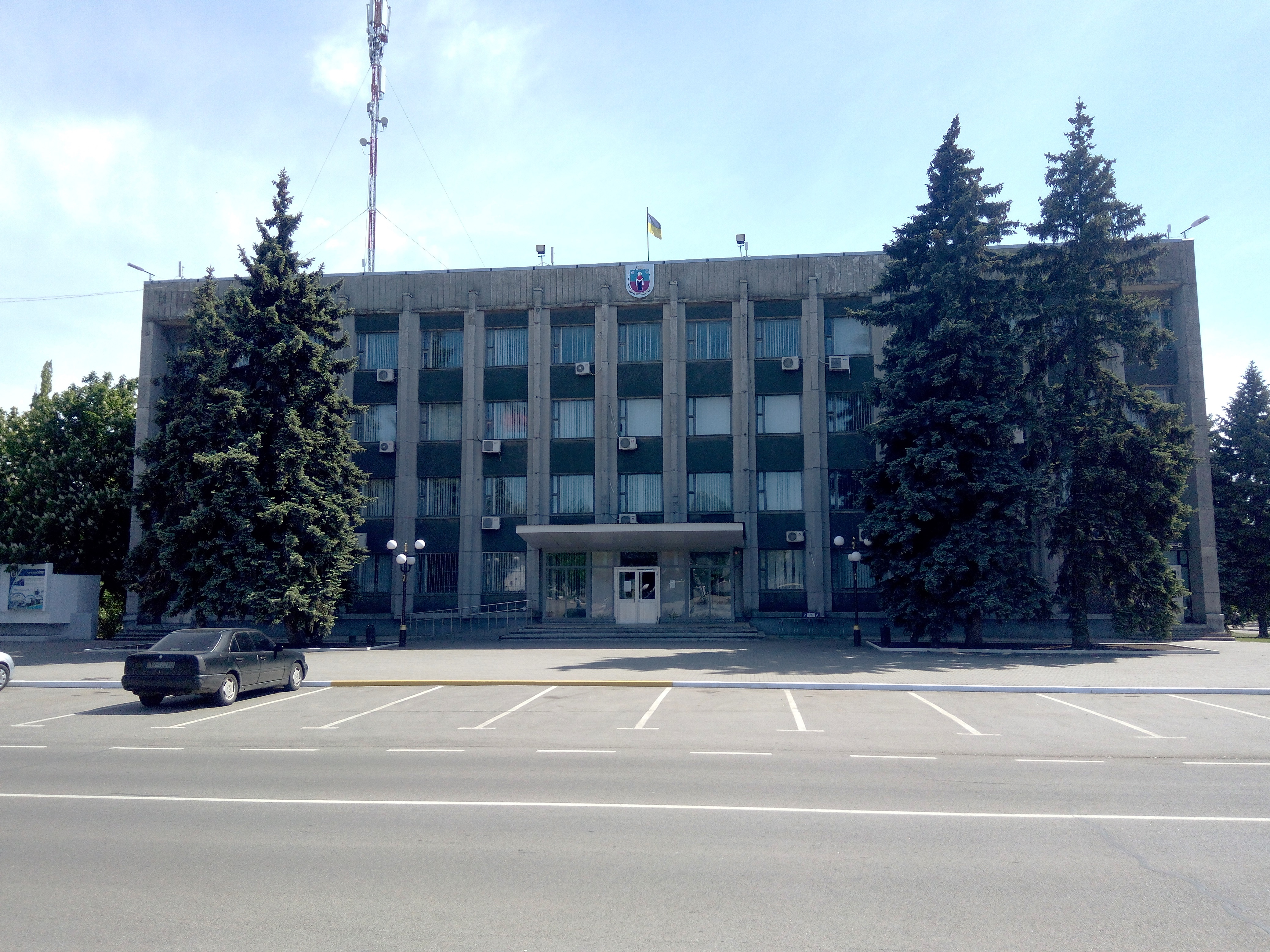
Здание Покровской городской администрации
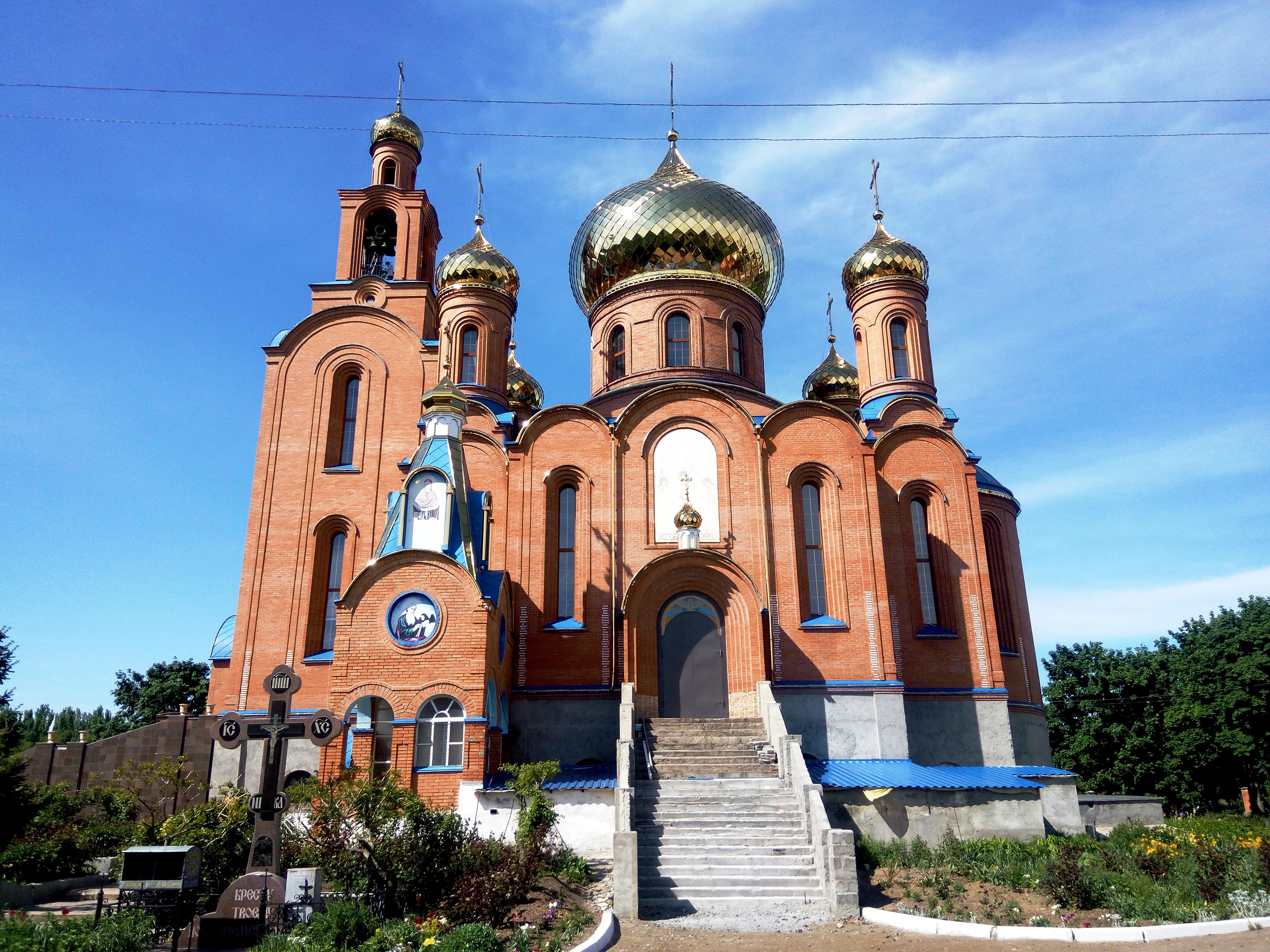
Храм св. Иоанна Богослова в Дендропарке